# メヘラーバード国際空港
メヘラーバード国際空港（ペルシア語: فرودگاه بین المللی مهرآباد; Forūdgāh-e Beinol-melalī-ye Mehrābād）は、イランの首都・テヘランの中心空港であったが、大部分の国際線は2004年に完成したエマーム・ホメイニー国際空港へ移された。メヘラーバード空港はエマーム・ホメイニー国際空港と比べて、テヘラン都心にはるかに近い。
イラン航空、イラン・アーセマーン航空、サーハー航空などの整備拠点がある。また、空港敷地に隣接して、航空機整備会社のファジュル・アーシヤーン社のハンガーがあり、空港とは、キャラジ＝テヘラン間の高速道路を横切る誘導路で接続。同社はイラン航空やマーハーン航空など多くの航空会社の機材を整備している。
エマーム・ホメイニー空港への国際線の移転はたびたびの延期もあり段階的なもので、まずペルシア湾岸諸国への便から移転された。現在、サウジアラビアへの巡礼（ハーッジとウムラ）便以外のほとんどの国際線がエマーム・ホメイニー空港へと移転されている。日本語ではメーラバド国際空港と英語綴りの影響による転訛で表記することもある。
南東東から北西西方向の滑走路（11R/29L・11L/29R）には2%の勾配があり、アプローチの方向によっては着陸時に地面との角度がきつく感じられる。

## ターミナルと就航会社・都市

### ターミナル1
国際線（出発・到着）。エマーム・ホメイニー空港への国際線移転により非供用。

### ターミナル2
国内線（出発・到着）。貨物。
| 航空会社                               | 就航地 | 種別 |
| -------------------------------------- | --- | ---- |
| イラン航空                             | アフヴァーズ、アルダビール、バンダレ・アッバース、ビールジャンド、ブーシェフル、ゲシュム島、エスファハーン、ケルマーンシャー、キーシュ島、ラール、マシュハド、ラシュト、シャフレ・コルド、サーリー、シーラーズ、タブリーズ、オルーミーイェ、ヤズド、ザーヘダーン         | 旅客 |
| イランエアツアーズ                     | アーバーダーン、アフヴァーズ、バンダレ・アッバース、チャーバハール、エスファハーン、ケルマーンシャー、ホッラマーバード、マシュハド、ラシュト、サーリー、シャフレ・コルド、シーラーズ、タブリーズ、テヘラン（エマーム・ホメイニー）、オルーミーイェ、ヤズド、ザーヘダーン | 旅客 |
| エアー・アトランタ・アイスランディック | アイスランド、ルクセンブルク | 貨物 |
| カーゴルックス航空                     | ドバイ、ルクセンブルク、香港 | 貨物 |
| サウジアラビア航空                     | ジッダ | 貨物 |
| 香港ドラゴン航空                       | 成都、香港 | 貨物 |
| マーティンエアー                       | アムステルダム | 貨物 |
| ルフトハンザ・カーゴ                   | シャールジャ、ライプツィヒ／ハレ | 貨物 |

国際線（出発・到着）のターミナルとして使用されたが、最後まで残っていた若干の国際線（イラン航空）も2008年1月21日をもってエマーム・ホメイニー空港へと移転。同日、以下に示すイラン航空およびイランエアツアーズの国内線がターミナル4・6から移転された。これはピーク時におけるターミナル4・6の混雑と駐機場不足のためであった。

### ターミナル3
イラン空軍が使用。

### ターミナル4
| 航空会社                 | 就航地 |
| ------------------------ | --- |
| イラン・アーセマーン航空 | アーバーダーン、アフヴァーズ、アルダビール、アサールーイェ、バム、ビールジャンド、ボジュヌールド、ブーシェフル、ゴルガーン、ゲシュム島、イーラーム、ケルマーンシャー、キーシュ島、ホイ、ラーメルド、ラール、マシュハド、ラフサンジャーン、ラームサル、ラシュト、サブゼヴァール、サハンド、サナンダジュ、シーラーズ、タバス、タブリーズ、ヤースージュ、ヤズド |
| イラニアン空輸           | アフヴァーズ |
| エラム航空               | アフヴァーズ、バンダレ・アッバース、キーシュ島、マシュハド、タブリーズ |
| カスピアン航空           | アフヴァーズ、キーシュ島、マシュハド、タブリーズ |
| キーシュ航空             | アーバーダーン、アフヴァーズ、アサールーイェ、バンダレ・アッバース、マシュハド、シーラーズ、シャフレ・コルド、エスファハーン、ハマダーン、マーフシャフル、タブリーズ、ゲシュム島、キーシュ島 |
| サーハー航空             | アサールーイェ、マシュハド、キーシュ島、シーラーズ |
| ターバーン航空           | マシュハド、シーラーズ、アフヴァーズ、エスファハーン、ビールジャンド、サラフス、ケルマーンシャー、ザーヘダーン、チャーバーハール、ヤズド、ハールク島、キーシュ島 |
| マーハーン航空           | アサールーイェ、ビールジャンド、バンダレ・アッバース、デズフール、イーラーンシャフル、エスファハーン、ケルマーン、キーシュ島、マーフシャフル、マシュハド、シーラーズ、スィールジャーン、ザーボル |

### ターミナル5
ハーッジ・ターミナル。2007年8月供用開始。巡礼（ハーッジ・ウムラ）用。巡礼期の大量需要をさばくため施設改良された新ターミナル。ジッダ便およびマディーナ（メディナ）便が発着する。イラン航空、マーハーン航空、サウジアラビア航空が使用。
| 航空会社           | 就航地                                             | 運航 |
| ------------------ | -------------------------------------------------- | ---- |
| イラン航空         | ジッダ（マリク・アブドゥルアズィーズ）             | 巡礼 |
| マーハーン航空     | ジッダ（マリク・アブドゥルアズィーズ）             | 巡礼 |
| サウジアラビア航空 | ジッダ（マリク・アブドゥルアズィーズ）、マディーナ | 巡礼 |

### ターミナル6
政府専用。以前は国内線到着用ターミナルとして利用された。

## 過去に就航していた航空会社・都市

### メヘラーバード国際空港時に撤退
| 航空会社                                          | 就航地                                | 撤退   |
| ------------------------------------------------- | ------------------------------------- | ------ |
| Jat航空                                           | ベオグラード（再就航を計画）          | 1992年 |
| アルマヴィア航空                                  | エレバン                              | 2004年 |
| エアリンガス                                      | ダブリン                              | 2000年 |
| エア・インディア                                  | デリー                                | 1980年 |
| エルアル・イスラエル航空                          | テルアビブ                            | 1978年 |
| カンタス航空                                      | シドニー＝キングスフォード・スミス    | 1979年 |
| サベナ・ベルギー航空                              | ブリュッセル                          | 1977年 |
| シンガポール航空                                  | シンガポール                          | 1979年 |
| スカンジナビア航空                                | オスロ、コペンハーゲン                | 1991年 |
| スイス航空/スイス インターナショナル エアラインズ | チューリヒ                            | 2004年 |
| ミドル・イースト航空                              | ベイルート                            | 1980年 |
| 日本航空                                          | 東京＝羽田                            | 1978年 |
| パキスタン国際航空                                | カラチ                                | 2002年 |
| パンアメリカン航空                                | ニューヨーク＝ジョン・F・ケネディ     | 1978年 |
| ブリティッシュ・エアウェイズ                      | ロンドン＝ヒースロー（bmiへ路線移管） |        |
| ユナイテッド航空                                  | ロンドン＝ヒースロー経由マイアミ      | 1978年 |

### エマーム・ホメイニー国際空港へ移転
| 航空会社                  | 就航地                       |
| ------------------------- | ---------------------------- |
| bmi                       | ロンドン＝ヒースロー         |
| KLMオランダ航空           | アムステルダム               |
| アエロフロート            | モスクワ＝シェレメーチエヴォ |
| アリタリア航空            | ローマ＝フィウミチーノ       |
| エールフランス            | パリ＝シャルル・ド＝ゴール   |
| オーストリア航空          | ウィーン                     |
| カタール航空              | ドーハ                       |
| ガルフ航空                | バーレーン                   |
| クウェート航空            | クウェート                   |
| コンヴィアーザ航空        | カラカス、ダマスカス         |
| シリア・アラブ航空        | ダマスカス                   |
| タジク航空                | ドシャンベ                   |
| 中国南方航空              | 北京、ウルムチ               |
| トルクメニスタン航空      | アシガバード                 |
| ターキッシュ エアラインズ | イスタンブール＝アタチュルク |
| ルフトハンザ              | フランクフルト               |

## 事故・事件
- 2005年4月20日、サーハー航空のボーイング707-3J9Cが着陸中に事故。29L滑走路へのタッチダウン後、機体下部の故障部位（車輪ないしタイヤ）が爆発。滑走路を外れてキャン川へ転落した。川への機体転落後、乗客は避難。この事故では3人が死亡している。
- 2005年6月19日、ムンバイからアムステルダムへ向かう途中のノースウエスト航空・DC-10が貨物室での出火警報のため、メヘラーバード空港に進路変更・着陸した。これは革命以来絶えてなかった合衆国の大型旅客機によるイラン着陸となった。警報は誤りで同機は8時間後、何事もなく離陸している[3]。
- 2005年12月6日、イラン空軍のC-130ハーキュリーズが当空港から離陸直後にテヘラン市街地に墜落するという事故が起こった。
- 2008年1月2日、シーラーズ行きイラン航空のフォッカー 100（EP-IDB。乗客100人）が離陸の際、翼の一部が炎上し車輪も外れた。このため滑走路を逸れたが、負傷者は出ていない。現地時刻7時30分のころのことで、空港は大雪に見舞われていた[4]。
- 2014年8月10日、タバス行きの旅客機が離陸直後に同空港周辺の住宅地へ墜落した。乗員・乗客48人中39人が死亡したが、周辺住民に死傷者が出ているかは現時点で不明[5]。（セパハン航空5919便墜落事故）